# Kostel svatého Mikuláše (Bedřichov)
Kostel svatého Mikuláše je římskokatolický chrám v obci Bedřichov v okrese Blansko. Je chráněn jako kulturní památka České republiky.
Je farním kostelem bedřichovské farnosti.

## Historie
Kostel byl v Bedřichově postaven již ve 13. století, během husitských válek byl zničen a následně obnoven. Roku 1785 byly k Bedřichovu přifařeny obce Lhota a Kunice a byla obnovena bedřichovská farnost. Budova fary byla postavena o dva roky později. V roce 1789 byl v obci postaven nový kostel a po jeho otevření byl původní kostel zbourán. Roku 1850 byl kostel opravován a zvýšena věž, roku 1888 byla přistavěna boční kaple a oratoře.

## Popis
Jedná se o jednolodní chrám skládající se z odsazeného kněžiště, k němuž na bocích přiléhají čtyřboké kaple a sakristie s oratořemi, a hranolové věže. Fasády člení vpadlé výplně, v nichž jsou prolomena okna s půlkruhovým záklenkem. v jižní části lodi je kruchta s rovným podhledem neseným pilíři. Ve věži ja zavěšen zvon ulitý kolem roku 1500.